# رمضان يلدرم
رمضان يلدرم (بالتركية: Ramazan Yıldırım)‏ هو لاعب كرة قدم ومدرب كرة قدم تركي في مركز الوسط، ولد في 7 سبتمبر 1975 في باينه في ألمانيا. لعب مع آينتراخت براونشفايغ وروت فايس إيسن وكيكرز أوفنباخ ويان ريغينسبورغ.

## وصلات خارجية
- رمضان يلدرم على موقع قاعدة بيانات كرة القدم.إي يو (الإنجليزية)
- رمضان يلدرم على موقع بيانات كرة القدم. دي إي (الألمانية)
- رمضان يلدرم على موقع عالم كرة القدم.نت (الإنجليزية)